# Barbe de dragon
La barbe de dragon est une confiserie d'origine chinoise, comparable au pişmaniye (en), ayant une garniture de cacahuètes et nommée d'après l'aspect des filaments cotonneux qui l'entourent. Pouvant faire penser à la barbe à papa, elle en diffère par les ingrédients et par la manière dont elle est fabriquée. 
Elle aurait une forte teneur en sucre (19%) et une faible teneur en graisses saturées (2%). La barbe de dragon a une durée de conservation très courte, étant très sensible à l'humidité et ayant tendance à fondre lorsqu'elle est exposée à des températures élevées, notamment par temps chaud.

## Histoire

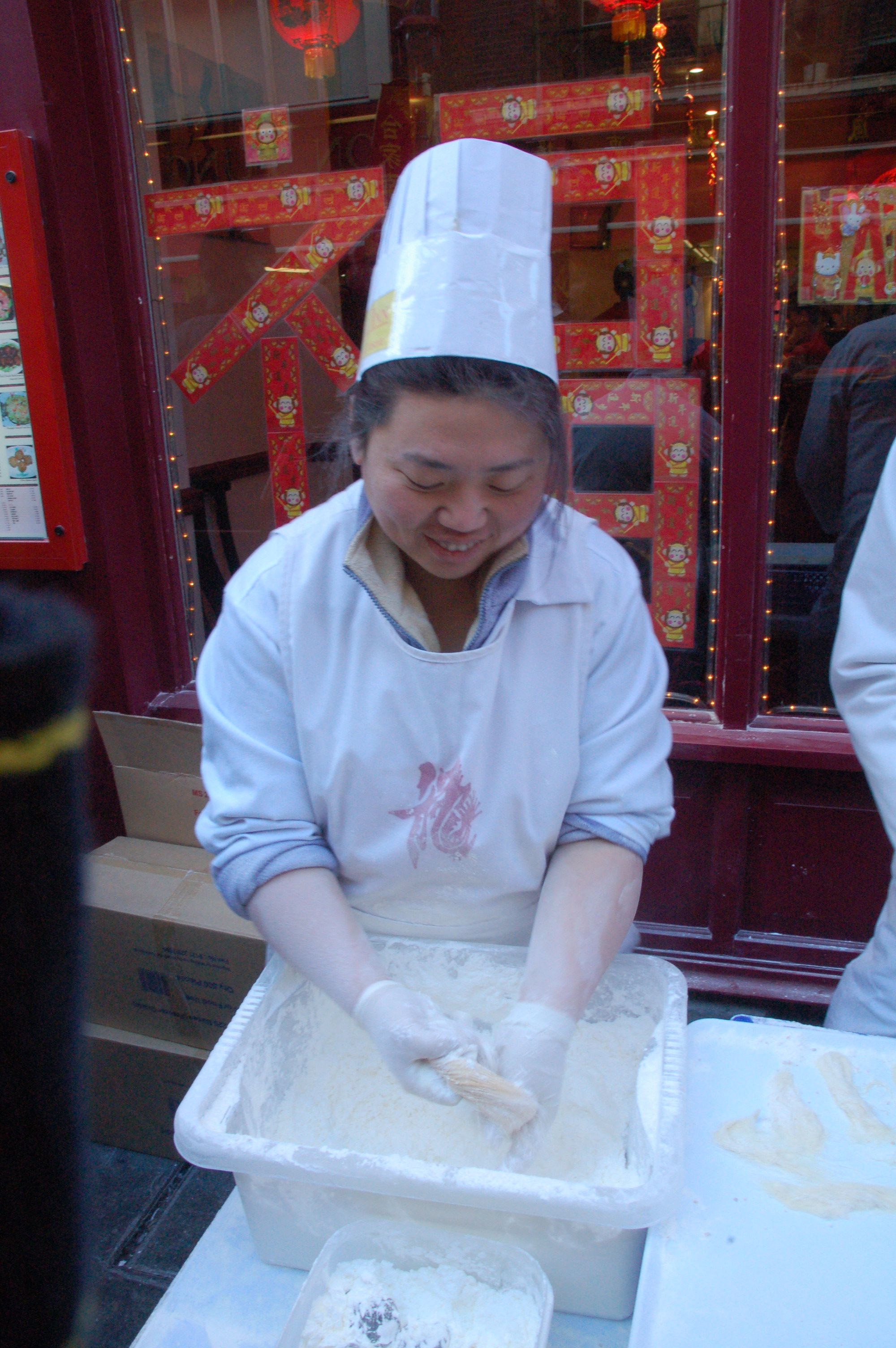
Barbe de dragon faite dans le Chinatown de Londres, 2006.

La légende de la barbe de dragon remonte à la dynastie chinoise des Han. L'histoire raconte qu'un jour, un chef de la cour impériale a diverti l'empereur en exécutant les étapes de la fabrication d'une nouvelle confiserie. Le processus de fabrication du bonbon consiste à étirer et replier à la main de nombreuses fois un mélange pâteux à base de farine de riz pour en faire de petits fils fins. Ces brins rappelaient à l'empereur la barbe d'un dragon et étaient assez collants pour adhérer au visage, si bien que la concoction a été baptisée barbe de dragon. Le nom peut également être attribué au statut du dragon mythique en tant que symbole de l'empereur chinois. Elle était réservée à la classe dirigeante, probablement en raison de la complexité du processus de préparation.
Le bonbon à la barbe de dragon a cependant été une source de conflit plusieurs siècles plus tard, puisque pendant la Révolution culturelle, la Garde rouge avait interdit à la population chinoise d'organiser des activités évoquant la dynastie des Han. Néanmoins, les décennies suivantes, cette confiserie a retrouvé la faveur des consommateurs et s'est répandue dans d'autres régions. 